# 피로스의 승리

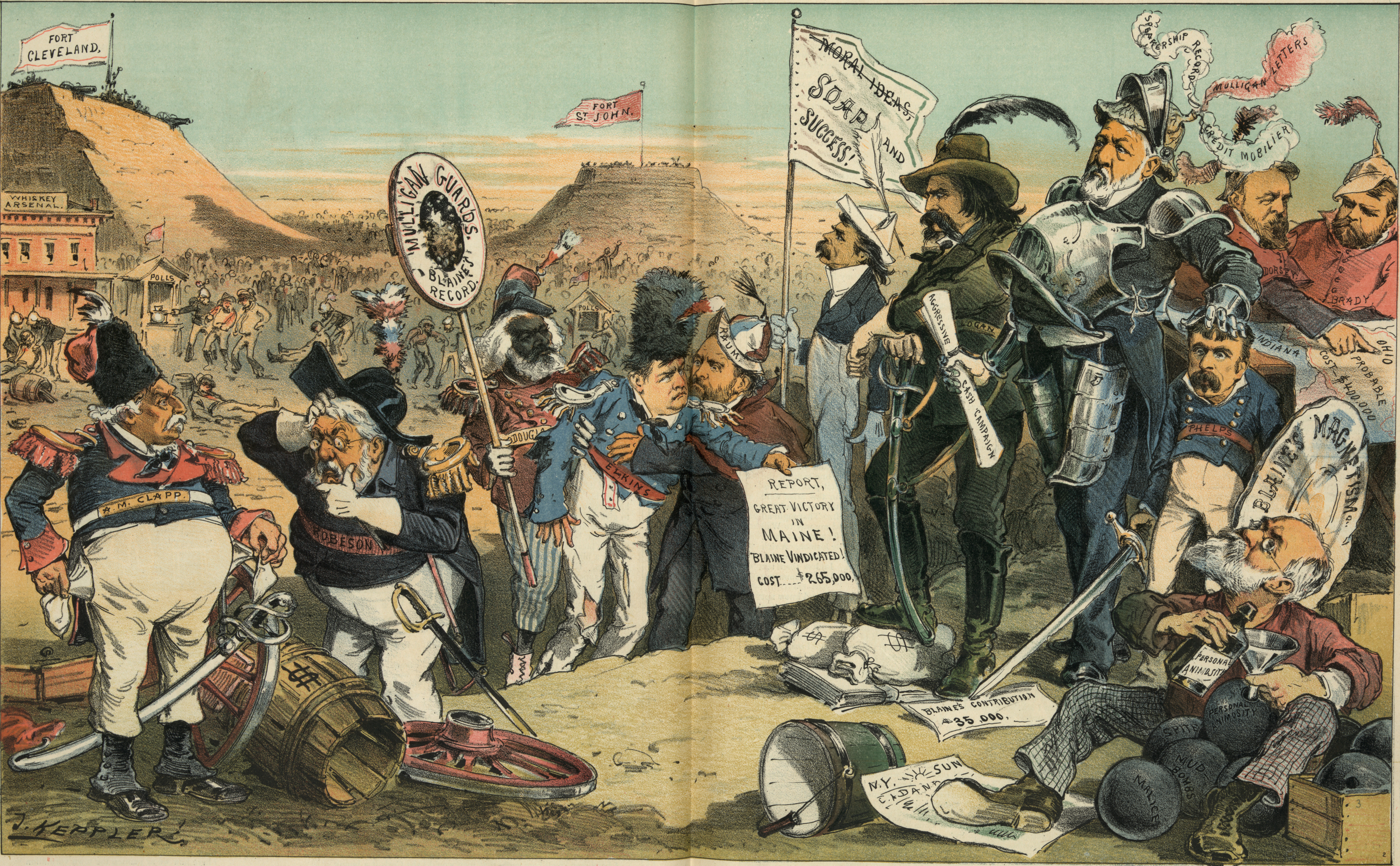
제임스 G. 블레인은 세 번째 시도 끝에 1884년 미국 대통령 공화당 후보 지명을 마침내 획득하였다. "이같은 승리가 한 번 더 있다면 우리의 자금은 바닥날 것이다!"

피로스의 승리(영어: Pyrrhic victory)는 승자에게 너무나 막대한 희생을 초래하여 사실상 패배나 다름없는 승리를 말한다. 이러한 승리는 진정한 성취감을 무효화하거나 장기적인 발전에 해를 끼친다.
이 표현은 에페이로스의 피로스가 기원전 279년 아스쿨룸 전투에서 로마인들을 상대로 거둔 승리에서 유래하였다. 당시 그는 자신의 군대 대부분을 잃어 결국 전쟁을 중단할 수밖에 없었다.

## 어원
"피로스의 승리"는 에페이로스의 피로스 왕의 이름에서 유래하였다. 그는 피로스 전쟁 중 기원전 280년 헤라클레아 전투와 기원전 279년 아스쿨룸 전투에서 로마인들을 상대로 승리했으나, 그 과정에서 돌이킬 수 없는 막대한 병력 손실을 입었다. 후자의 전투 이후, 플루타르코스는 디오니시우스의 기록을 다음과 같이 전한다.
양측 군대가 각자 물러났다. 그리고 피로스는 승리를 축하하는 이에게 이와 같은 승리가 한 번 더 있다면 완전히 패망할 것이라고 대답했다고 한다. 왜냐하면 그는 함께 데려온 군대의 상당 부분과 거의 모든 친구들과 주요 지휘관들을 잃었기 때문이다. 보충병을 모을 다른 이들이 없었고, 이탈리아의 동맹군들은 소극적이었다. 반면에 도시에서 끊임없이 흘러나오는 샘물처럼, 로마 진영은 신속하고 풍부하게 신선한 병력으로 채워졌으며, 입은 손실에도 전혀 용기가 꺾이지 않고 오히려 분노에서 새로운 힘과 결의를 얻어 전쟁을 계속했다.— 플루타르코스, 《피로스의 생애》

두 차례의 에페이로스 승리에서 로마인들은 더 많은 사상자를 냈지만, 그들은 훨씬 더 많은 대체 병력을 갖고 있었기 때문에 이러한 사상자는 로마의 전쟁 수행에 미친 영향이 피로스 왕의 전역에 미친 손실보다 훨씬 적었다.

이 보고는 종종 다음과 같이 인용된다.
Ne ego si iterum eodem modo vicero, sine ullo milite Epirum revertar.

내가 다시 한번 같은 방식으로 승리한다면, 나는 단 한 명의 병사도 없이 에페이로스로 돌아갈 것이다.— 오로시우스

또는
우리가 로마인들과의 전투에서 한 번 더 승리한다면, 우리는 완전히 파멸할 것이다.— 플루타르코스

## 예시
- 헤라클레아 전쟁 (기원전 280년)
- 아스쿨룸 전쟁 (기원전 279년)
- 아바아이르 전투(451년)
- 카르발라 전쟁 (680년 10월 10일)
- 시게트바르 포위(1566년)
- 대홍수 (1655년~1660년)
- 말플라크 전투 (1709년) - 스페인 왕위 계승 전쟁
- 강와나 전투(1741년)
- 벙커 힐 전투 (1775년) - 미국 독립 전쟁
- 길퍼드코트하우스 전투 (1781년) - 미국 독립 전쟁
- 보로디노 전투 (1812년) - 나폴레옹 전쟁
- 알라모 전투 (1836년) - 텍사스 독립 전쟁
- 챈슬러즈빌 전투 (1863년) - 남북 전쟁
- 크레타 전투 (1941년) - 제2차 세계 대전
- 남태평양 해전 (1942년) - 제2차 세계 대전
- 몬테카시노 전투 - 제2차 세계 대전
- 보덴플라테 작전 (1945년) - 제2차 세계 대전
- 장진호 전투 (1950년) - 한국 전쟁
- 부코바르 전투 (1991년)

## 같이 보기
- 카드메이아 승리: 피로스의 승리와 비슷한 개념. 헤로도토스의《역사》 1권 166장 참조.
- 소모전